# Grande gatto di Eliopoli
Il Grande gatto di Eliopoli era una forma esplicita di Ra, con il compito di proteggere il sole nascente Khepri, dal malefico serpente Apopi suo eterno nemico, rappresentante l'aspetto negativo del Nun, il cui obiettivo era opporsi alle forze ordinatrici della luce per riportare tutto allo stato di caos primordiale.

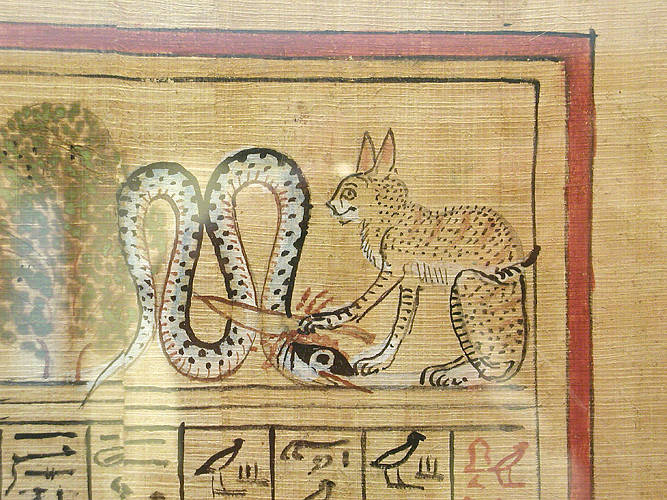

Durante la V dinastia, vi fu un rifiorire del culto solare ad Eliopoli, numerosi animali furono associati al dio sole e tra questi il gatto.

## Fonti storiche
Viene citato dal testo sacro del "Libro dei morti", dal testo religioso "Litanie di Ra" tra le settantacinque forme del dio ed in una stele conservata ad Oxford.

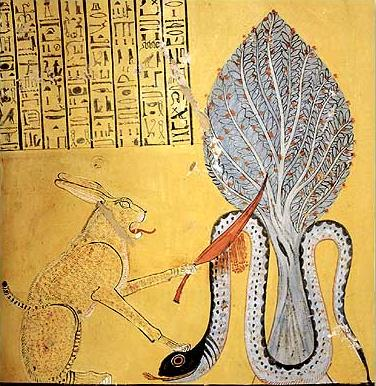
Grande Gatto di Eliopoli, dalla TT 359 tomba di Inherkhau a Deir el-Medina XX dinastia

## Iconografia
Era sovente rappresentato nelle pitture parietali funebri tratte dal capitolo 17 del "Libro dei morti", come nelle tombe di Sennedjem, Nakhtamon e Inherkhau ubicate nella necropoli di Deir el-Medina.

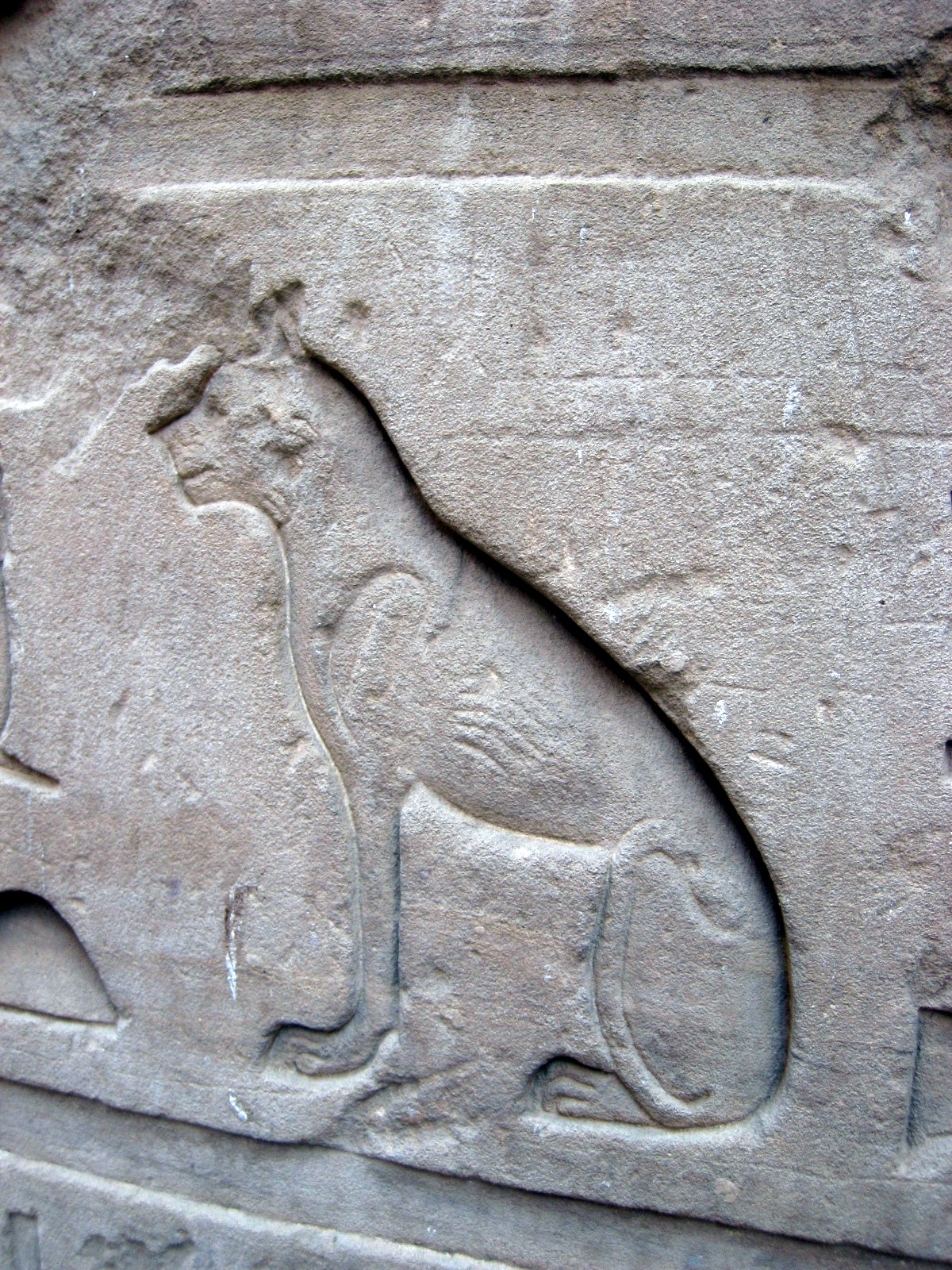

Raffigurato come un grande gatto maschio aveva il pelo rossiccio irto sul dorso per intimorire il nemico, spesso maculato come i leopardi e una lunga coda. Questo simbolismo lo mette in relazione con altre divinità feline del ciclo solare, come i due leoni "rwty" che si vedono nel Libro dei Morti, e altre divinità associate a Shu e Tefnut. 
Seduto sulle zampe posteriori teneva in quella anteriore sinistra un coltello mentre con la destra schiacciava la testa del contorto serpente.
Il gatto, se rappresentato con le fauci spalancate, aveva la lingua sporgente come per emettere un verso mentre uccideva il serpente. Talvolta è rappresentato con lunghe orecchie da lepre, con questa mutazione lo si metteva in relazione con il dio Osiride, con cui spesso  si fonde il dio Ra nel Nuovo Regno, riunendo così i due miti principali della religione egizia, il ciclo osiriaco e quello solare.
La scena avviene sotto un albero sacro chiamato Ished, carico di bacche rosse e spesso confuso con la persea. 
Nel capitolo XVII del "Libro dei Morti", il defunto recita queste parole in un espediente tipico della magia egizia, in cui l'officiante si identifica con una divinità:   
"...Io sono questo Grande Gatto che si trovava al lago dell'albero Ished in Heliopolis
quella notte della battaglia in cui fu compiuta la sconfitta dei sebiu
e quel giorno dello sterminio degli avversari del Signore dell'Universo.
Cos'è questo?
Riguardo al Grande Gatto che è al lago dell'albero Ished in Heliopolis,
è Ra stesso ed è stato chiamato gatto (Miu)
dal detto di Shu: egli è simile (miu) a ciò che ha fatto
e gli è venuto così il suo nome di gatto (miu )..."